# Bulbophyllum glanduliferum
Bulbophyllum glanduliferum là một loài phong lan thuộc chi Bulbophyllum.